# Guinea

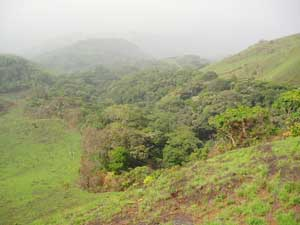
Galeriewald bei Simandou

Guinea [giˈneːa] (französisch La Guinée [giˈne]) ist ein Staat in Westafrika, der (von Nordwesten aus im Uhrzeigersinn) an Guinea-Bissau, Senegal, Mali, die Elfenbeinküste, Liberia, Sierra Leone und den Atlantik grenzt. Die Hauptstadt von Guinea ist Conakry.
Die ehemalige französische Kolonie Guinea wurde am 2. Oktober 1958 unabhängig. In seiner wechselhaften Geschichte erlitt Guinea viele Militärputsche, zuletzt 2021. Die dadurch hervorgegangene aktuelle Regierung unter Mamady Doumbouya regiert wie auch die vorherigen Regierungen autoritär. Es kommt weiterhin regelmäßig zu schwerwiegenden Verletzungen der Menschenrechte.
Neben dem benachbarten Guinea-Bissau gibt es noch einen weiteren Staat in Afrika mit dem Namen Guinea: Das weiter östlich zwischen Kamerun und Gabun gelegene Äquatorialguinea. Jeweils nicht zu verwechseln mit den südamerikanischen Guyanas (Guyana, Französisch-Guayana und Niederländisch-Guayana / Suriname).

## Geografie
Guinea befindet sich in Westafrika zwischen 7° und 12° nördlicher Breite und 8° und 15° westlicher Länge. Der Staat lässt sich in vier Landschaftsräume einteilen (von Westen nach Osten): die Küstenregion Niederguineas, das bergige Fouta Djallon oder Mittelguinea, das bis 1537 Meter hinaufreicht, das flachere Oberguinea und das hügelige Waldguinea. Insbesondere der Mittel- und Südostteil des Landes befindet sich auf der Oberguineaschwelle. Der Mont Nimba, der sich in Waldguinea, im äußersten Südosten des Landes an der Grenze zur Elfenbeinküste befindet, ist mit 1752 Metern der höchste Berg beider Staaten. Das Naturschutzgebiet rund um den Mont Nimba steht seit 1982 auf der Liste des Weltkultur- und Naturerbes der Menschheit der UNESCO. Die Landesfläche von Guinea beträgt mit 245.857 km² ungefähr die Fläche des Vereinigten Königreichs.

### Klima
In Guinea herrscht tropisches Wechselklima mit regional unterschiedlich langen Regen- und Trockenzeiten. An der Küste ist es feuchtheiß mit hohen Niederschlägen, östlich des Fouta-Djalon-Plateaus gehen die Niederschläge zurück. Die Niederschläge des westafrikanischen Monsuns fallen zwischen April und November mit tropischen Gewittern und heftigen Stürmen; in den südlichen Regenwaldgebieten beginnen sie meist schon im Februar. Der Höhepunkt des Monsuns wird im Juli und August erreicht. Von November bis April herrscht Trockenzeit. In dieser Zeit steht das Land unter dem Einfluss des Nord-Ost-Passats Harmattan aus der Sahara.
Die Temperaturen in Guinea betragen durchschnittlich 22 °C bis 32 °C, die Höchsttemperaturen liegen zwischen 28 und 35 °C. Im Fouta-Djalon-Plateau liegen die Tiefsttemperaturen im Winter bei 6 °C. In der Hauptstadt Conakry an der Atlantikküste herrscht unabhängig von Regen- oder Trockenzeit Tag und Nacht eine fast gleichbleibende Temperatur zwischen 24 und 32 °C, der jährliche Niederschlag in Conakry liegt bei mehr als 4.000 mm. Durch die hohe Luftfeuchtigkeit (bis zu 98 Prozent) wird das Klima von Besuchern als schwül und sehr ermüdend empfunden. Besonders ungünstig sind die Monate am Beginn und Ende der Regenzeit (Mai/Juni und Oktober/November) mit tropischen Gewittern, orkanartigen Stürmen und Regengüssen.

### Gewässer
In Guinea entspringen einige bedeutende westafrikanische Ströme. Der Niger, sein Einzugsgebiet nimmt mit 97.780 km² knapp 40 % der Landesfläche ein, und mehrere seiner Zuflüsse vorwiegend in Waldguinea. Des Weiteren der Gambia und der Bafing, ein Quellfluss des Senegal im Fouta Djallon. Der Süden des Landes entwässert über die Nachbarstaaten Sierra Leone, Liberia und Elfenbeinküste in dortige Flusssysteme in den Atlantik, der Westen über entsprechende Küstenflüsse und Guinea-Bissau.

### Flora und Fauna
Die Lebensräume variieren von Mangroven an der Atlantikküste, den Hochflächen des Tafellandes in Mittelguinea, dem Savannen-Grasland in Oberguinea und dem Regenwald im Südosten, in Waldguinea.

### Städte
Im Jahr 2023 lebten 38 Prozent der Einwohner Guineas in Städten. Die größten Städte sind (Stand Zensus 2014):
- Conakry 1.660.973 Einwohner
- Nzérékoré 195.330 Einwohner
- Kankan 194.671 Einwohner
- Kindia 135.000 Einwohner
- Manéah 130.000 Einwohner

## Bevölkerung

Bevölkerungsentwicklung, Fertilitäts- und Nettoreproduktionsraten von 1950 bis 2021; Prognose der Bevölkerungsentwicklung bis 2032; Schätzung der Vereinten Nationen 2022
Blaue Kurve (linke y-Achse): Gesamtbevölkerung jeweils zum 1. Juli in Tausend
Blaue gepunktete Kurve (linke y-Achse): Gesamtbevölkerung jeweils zum 1. Juli in Tausend, „Mittlere Prognose“ („Medium variant“)
Rote Kurve (rechte y-Achse): Gesamtfruchtbarkeitsrate (Lebendgeburten pro Frau)
Gelbe Kurve (rechte y-Achse): Nettoreproduktionsrate (überlebende Töchter pro Frau)

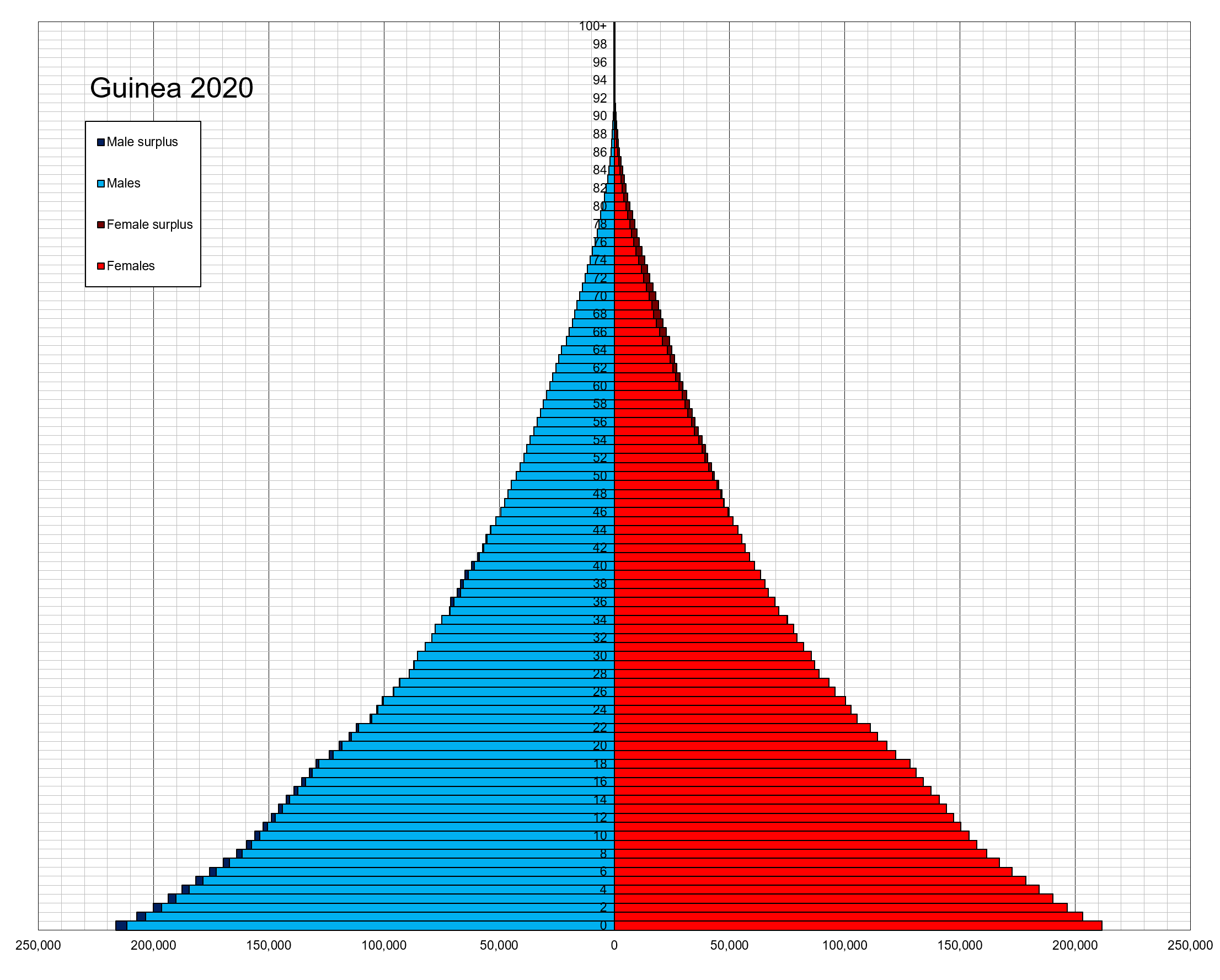
Bevölkerungspyramide Guineas 2020

### Demografie
Guinea hatte 2022 13,9 Millionen Einwohner. Das jährliche Bevölkerungswachstum betrug + 2,4 %. Zum Bevölkerungswachstum trug ein Geburtenüberschuss (Geburtenziffer: 33,9 pro 1000 Einwohner vs. Sterbeziffer: 9,9 pro 1000 Einwohner) bei. Die Anzahl der Geburten pro Frau lag 2022 statistisch bei 4,3, die der Region West- und Zentral-Afrika betrug 4,9. Die Lebenserwartung der Einwohner Guineas ab der Geburt lag 2022 bei 59 Jahren. Der Median des Alters der Bevölkerung lag im Jahr 2021 bei 17,7 Jahren. Im Jahr 2023 waren 41,2 Prozent der Bevölkerung unter 15 Jahre, während der Anteil der über 64-Jährigen 3,3 Prozent der Bevölkerung betrug.
| Jahr | Einwohnerzahl |
| ---- | ------------- |
| 1950 | 03.094.000    |
| 1960 | 03.577.000    |
| 1970 | 04.220.000    |
| 1980 | 04.512.000    |
| 1990 | 06.041.000    |
| 2000 | 08.809.000    |
| 2010 | 10.794.000    |
| 2020 | 13.205.000    |

### Bevölkerungsstruktur
Die drei größten ethnischen Gruppen – unter insgesamt mehr als 40 Völkern – sind inzwischen größtenteils muslimisch:
- 33,4 % stellen die Fulbe (Felatta, französisch Peul), sie sind die größte Ethnie und wohnen vorwiegend im Fouta-Djalon-Hochland und in der Hauptstadt Conakry,
- 29,4 % sind Malinke und leben in Oberguinea,
- 21,2 % sind Susu, die in der Küstenregion beheimatet sind.

Bei den kleineren Volksgruppen sind die Kpelle mit 7,8 %, die Kissi mit 6,2 %, die Loma mit 1,6 % die bekanntesten, sie wohnen mehrheitlich in Waldguinea und sind meistens Anhänger von traditionellen Religionen.
Außerdem gibt es vor allem in den Städten libanesische Einwanderer, die ersten kamen schon vor mehr als 100 Jahren ins Land; sie beherrschen einen Großteil des Handels und des Hotelgewerbes. Im Jahre 2017 war 1 % der Bevölkerung im Ausland geboren. Als in den Nachbarländern Sierra Leone und Liberia Bürgerkrieg herrschte, kamen aus diesen Ländern zahlreiche Flüchtlinge nach Guinea. Noch heute sind es etwa 40.000 (Stand 2007).

### Religionen
Ursprünglich herrschten in Guinea verschiedene afrikanische Religionen vor, die von animistischen Vorstellungen geprägt waren und die auch heute noch vielfach praktiziert werden. Seit Jahrhunderten dominiert ein sunnitischer Islam, der vom Gelehrten al-Ghazālī, der Richtung der Malikiten und der Sufiorden der Qadiriya, Schādhilīya und Tidschānīya geprägt ist. Von Arabien und Nordafrika her kamen muslimische Händler, die dann das mittelalterliche Mali-Reich beherrschten, wozu auch ein Teil von Guinea gehörte. Das Bergland des Fouta Djallon wurde zum Zentrum und zur Hochburg dieses Glaubens und 1725 ein muslimischer theokratischer Staat. Von Pakistan her kam zudem im 19. Jahrhundert die Ahmadiyya-Bewegung ins Land. Sekou Touré, der erste Präsident Guineas, versuchte, den Einfluss des Islams zu reduzieren. Als aber seine Popularität abnahm, war er gezwungen, vermehrt muslimische Institutionen einzubeziehen, was sich auch im Bau der Großen Moschee in Conakry ausdrückte. Sie haben bis ins 21. Jahrhundert wesentlichen Einfluss auf Schulbildung, medizinische und soziale Einrichtungen und bestimmen Lebensweise und Kultur weitgehend mit.
1797 gab es erste Bemühungen von evangelischen Missionaren der Scottish Missionary Society, einer schottischen Missionsgesellschaft, um den christlichen Glauben zu verkünden, die jedoch weitgehend fehlschlugen. 1804 bis 1818 war die anglikanische Church Missionary Society (CMS) tätig, wobei etwa dreißig Personen von ihnen an Gelbfieber erlagen. Reverend Leopold Butcher arbeitete am Rio Pongo. 1855 folgten die Missionare der Société pour la Propagation de l’Evangile (SPL), die auch auf den Îles de Los nachhaltig wirkten. Bis 1901 konnten neun anglikanische Kirchen errichtet werden, wobei diejenigen in Fotoba und in Kaloum noch im 21. Jahrhundert bestehen. 1877 wurde die erste katholische Gemeinschaft St. Joseph in Boffa ins Leben gerufen, die sich in den nächsten Jahrzehnten vor allem in der Küstenregion ausbreiten konnte. Ab 1917 kam die amerikanische evangelische Missionsgesellschaft Christian and Missionary Alliance (CMA) ins Land und gründete erste Stationen in Oberguinea und 1919 eine evangelische Kirche in Baro. Von 1926 bis 1939 nahmen die Kirchengründungen in Waldguinea zu, danach wurden auch vermehrt Schulen ins Leben gerufen.
Verteilung der Religionszugehörigkeit: Muslime 85 %, ethnische Religionen 7 %, Christen 8 %.
Die christlichen Minderheiten (meist römisch-katholisch) haben ihre Anhänger vorwiegend in Conakry und in Waldguinea, davon:
- Römisch-katholische Kirche: 55 %
- Anglikanische Kirche: 11 % (gegründet 1855)[27]
- Église Protestante Evangélique de Guinée: 9 % (gegründet 1919)[28]
- Neuapostolische Kirche: 3,5 %

Guinea und der Heilige Stuhl unterhalten diplomatische Beziehungen. Apostolischer Nuntius ist seit März 2019 Erzbischof Tymon Tytus Chmielecki.

### Bildung
In Guinea liegt die Analphabetenquote 2020 bei 58,8 %. Zurückzuführen ist dieser hohe Wert auf die durchschnittliche Schulbesuchsdauer der über 25-Jährigen von gerade einmal 1,6 Jahren, die zu den niedrigsten weltweit zählt. Die erwartete Schulbesuchsdauer der nachwachsenden Generation liegt dagegen bei 9,3 Jahren. Die Einschulungsrate liegt im Primarschulbereich bei etwa 50 %, im Sekundarbereich bei 10 % und im Hochschulbereich bei 1 %.
In Guinea gibt es fünf Universitäten, drei in der Hauptstadt Conakry, eine in Kankan (mit einer Außenstelle in Faranah) und eine bei Labé, an denen insgesamt etwa 35.000 Studenten eingeschrieben sind.
Neben der Amtssprache Französisch werden Fulfulde (Peulh, Fula), Malinke und Susu sowie weitere einheimische Sprachen gesprochen. Insgesamt sind acht offizielle Sprachen anerkannt, sechs davon sind auch Unterrichtssprachen. Die in Waldguinea und auch in Liberia ansässigen Loma verfügen über ein eigenes Schriftsystem.

### Gesundheit
Die Gesundheitsausgaben des Landes betrugen im Jahr 2021 3,8 % des Bruttoinlandsprodukts. Dementsprechend schlecht ist die medizinische Versorgung. Im Jahr 2018 praktizierten in Guinea 2,2 Ärztinnen und Ärzte je 10.000 Einwohner. Die Sterblichkeit bei unter 5-jährigen betrug 2022 96,0 pro 1000 Lebendgeburten. Die Lebenserwartung der Einwohner Guineas ab der Geburt lag 2022 bei 59 Jahren (Frauen: 60,2, Männer: 57,6).
| Zeitraum  | Lebenserwartung in Jahren | Zeitraum  | Lebenserwartung in Jahren |
| --------- | ------------------------- | --------- | ------------------------- |
| 1950–1955 | 33,1                      | 1985–1990 | 48,0                      |
| 1955–1960 | 34,3                      | 1990–1995 | 51,3                      |
| 1960–1965 | 35,4                      | 1995–2000 | 51,6                      |
| 1965–1970 | 36,1                      | 2000–2005 | 51,3                      |
| 1970–1975 | 37,4                      | 2005–2010 | 55,5                      |
| 1975–1980 | 39,9                      | 2010–2015 | 58,0                      |
| 1980–1985 | 43,1                      | 2015–2020 | 61,0                      |

Nach Angaben von UNICEF waren zwischen 2010 und 2018 97 % der Frauen und 45 % der Mädchen an den Genitalien verstümmelt. Das ist eine der höchsten Raten der Welt.

## Geschichte
Um das Jahr 900 wanderten aus Nordosten die Mandingue nach Guinea ein. Der Stamm der Soussou ließ sich in Niederguinea nieder, die weniger zahlreichen Malinké siedelten in Oberguinea. Die aus Pygmäenvölkern bestehende Urbevölkerung wurde vertrieben. 1726 entstand im Fouta Djallon, im heutigen Mittelguinea, die Fulbe-Theokratie. Sie endete 1905 mit der Deportation des letzten Königs von Labé, Alpha Yaya, nach Dahomey.
Ab 1850 begannen systematische Kolonisierungsversuche durch Frankreich, die auf zum Teil heftigen Widerstand stießen, vor allem im heutigen Oberguinea unter der Führung von Samory Touré. Nachdem Deutschland 1885 seine Ansprüche auf Kapitaï und Koba aufgegeben hatte, wurde das heutige Guinea 1892/93 als Teil Französisch-Westafrikas französische Kolonie. Noch während der Kolonialzeit wurde das Frauenwahlrecht Gesetz: Entsprechend der Loi Lamine Guèye von 1946 hatten alle Bürgerinnen und Bürger bei Wahlen zum französischen Parlament und auch bei lokalen Wahlen ein Wahlrecht. Das passive Wahlrecht wurde in dem Gesetz nicht ausdrücklich erwähnt, war aber auch nicht ausgeschlossen. Bei den Wahlen zum Pariser Parlament gab es in Französisch-Westafrika, wozu Guinea gehörte, kein Zweiklassenwahlrecht wie in anderen französischen Kolonien, für alle örtlichen Wahlen jedoch schon. 1956, noch unter französischer Verwaltung, wurde die loi-cadre Defferre eingeführt, die das allgemeine Wahlrecht garantierte.
Am 28. September 1958 entschied Guinea sich in einer Volksabstimmung als einzige französische Kolonie in Afrika für die vollständige Unabhängigkeit. Am 2. Oktober 1958 folgte die Ausrufung der Ersten Republik mit Ahmed Sékou Touré als Staatspräsidenten; es kam zum Bruch mit Frankreich. Das Frauenwahlrecht wurde bestätigt.
Im November 1958 nahm Guinea diplomatische Beziehungen zur Bundesrepublik Deutschland auf. Im November 1970 erfolgten die portugiesische Landung in Guinea und ein Umsturzversuch von Exilguineern. Die Operação Mar Verde (‚Operation Grünes Meer‘) scheiterte jedoch. Nach dem Tod Sekou Tourés am 26. März 1984 übernahm am 3. April 1984 der Oberst Lansana Conté die Macht, gestützt auf ein Militärkomitee. Es kam zur Proklamation der Zweiten Republik.
Nach Ausbruch des Bürgerkriegs 1990 in den Nachbarländern Liberia und Sierra Leone kamen Tausende von Flüchtlingen nach Guinea; zeitweise bis zu 700.000. Am 19. Dezember 1993 wurde in der ersten demokratischen Präsidentschaftswahl General Lansana Conté als Präsident bestätigt. Es folgte die Ausrufung der 3. Republik im Januar 1994. In den darauf folgenden Jahren kam es zu Aufständen, die im Februar 1996 mit der Niederschlagung einer Militärrevolte ihren Höhepunkt erreichten. Am 18. Dezember 1998 wurde Präsident Lansana Conté mit 54 % der abgegebenen Stimmen für weitere fünf Jahre im Amt bestätigt, wobei die Oppositionsparteien allerdings von massivem Wahlbetrug sprechen. Schon tags darauf wurden mehrere Oppositionspolitiker verhaftet. Conté ernannte am 8. März 1999 den Präsidenten des Obersten Gerichtshofes, Lamine Sidimé vom „Parti de l’unité et du progrès“ (PUP), zum neuen Regierungschef.
Von September 2000 bis März 2001 wehrte Guinea Angriffe sierra-leonischer und liberianischer Rebellen auf das guineische Staatsgebiet ab. Infolge des Bürgerkriegs in Sierra Leone hielten sich zeitweise bis zu 500.000 Flüchtlinge aus Liberia und Sierra Leone in Guinea auf. Bei einem Gipfeltreffen der Staatspräsidenten von Guinea, Liberia und Sierra Leone in Rabat im Februar 2002 wurden Wege zur Beilegung des Regionalkonflikts erörtert. Im November 2001 wurden durch ein umstrittenes Referendum zur Verfassungsänderung u. a. die rechtlichen Voraussetzungen für einen Verbleib von Staatspräsident Lansana Conté im Amt über 2003 hinaus geschaffen. Im Juni 2002 endeten die von wichtigen Oppositionsparteien boykottierten, nicht demokratisch verlaufenen Parlamentswahlen mit einem klaren Sieg der Präsidentenpartei PUP.
Der politische Stillstand unter Conté zeigte seine Folgen. Nach einem Bericht von Transparency International vom November 2006 ist Guinea das korrupteste Land Afrikas. Horrende Preissteigerungen trieben die Bevölkerung unter Führung der traditionell starken Gewerkschaften allein 2006 in drei größere Generalstreiks. Schien bis dahin jeder auf das natürliche Ende der Regierung des greisen Conté zu warten, welches sich durch seine von Diabetes und übersteigertem Zigarettenkonsum stark angegriffene Gesundheit bereits lange abzeichnete, hatten sich die Gewerkschaften im Generalstreik im Januar und Februar 2007 die Absetzung Contés zum Ziel gesetzt. Proteste wurden von den Sicherheitskräften massiv unterdrückt, wobei mindestens 200 Menschen in den Auseinandersetzungen erschossen wurden. Zwischenzeitlich wurde auch das Kriegsrecht ausgerufen. Mitte Februar schließlich stimmte der Präsident zu, einen Premierminister zu ernennen, mit dem auch die Gewerkschaften einverstanden waren.
Dem von Lansana Kouyaté geführten neuen Kabinett gehörte kein Minister der vorherigen Regierung von Präsident Lansana Conté an. Die Opposition reagierte auf die Ernennung der Regierung vorsichtig optimistisch. Die Gesamtlage blieb jedoch weiterhin angespannt.
Für Januar 2008 wurde die Fortsetzung des 2007 unterbrochenen Generalstreiks angekündigt – es wurde wieder gefordert, dass Präsident Conté zurücktritt, da er entgegen einem im Februar 2007 geschlossenen Abkommen Entscheidungen traf, die nicht in seiner Befugnis lagen.
Kouyaté wurde im Mai 2008 abgesetzt. Im gleichen Monat kam es in Teilen der Armee zu Unruhen, die mit ausstehendem Sold begründet wurden. Mitte Juni 2008 streikte die Polizei, woraufhin das Militär zeitweise den Verkehr in Conakry regelte. Es kam zu Verhaftungen von Polizisten durch die Armee, in Medien war die Rede von toten Polizisten; wenige Tage später traten auch Lehrer und Ärzte in einen Streik. Am 20. Juni 2008 stellte Präsident Conté die Liste des neuen Kabinetts vor. Unter den 34 Ministern und zwei Generalsekretären befanden sich erstmals Vertreter der Opposition.
Am 22. Dezember 2008 starb Guineas Präsident Lansana Conté nach langer Krankheit. Unmittelbar danach verübte das Militär einen Putsch. Der damalige Hauptmann Moussa Dadis Camara erklärte im staatlichen Rundfunk, die Regierung sowie andere Institutionen der Republik seien aufgelöst, die Aktivitäten der Gewerkschaften würden unterbunden und die Verfassung außer Kraft gesetzt; ein „Konsultativrat“ bestehend aus Zivilisten und Armeeangehörigen werde demnächst eingesetzt. Guineas Verfassung sah vor, dass der Parlamentspräsident Aboubacar Somparé die Amtsgeschäfte als Nachfolger vom verstorbenen Präsidenten übernehmen und innerhalb von 60 Tagen Parlamentswahlen organisieren sollte. Am 24. Dezember 2008 wurde ein Nationalrat für Demokratie und Entwicklung gebildet, an dessen Spitze als Staatsoberhaupt Camara stand. Dieser Nationalrat sollte Guinea bis zu Neuwahlen regieren.
Am 3. Dezember 2009 wurde Camara bei einem Attentat schwer verletzt. Sein Stellvertreter Sékouba Konaté übernahm die Amtsgeschäfte, womit Camara faktisch entmachtet wurde. Konaté setzte am 19. Januar 2010 den Oppositionspolitiker Jean-Marie Doré als neuen Premierminister ein. Dieser sollte eine Übergangsregierung bilden und freie Wahlen innerhalb von sechs Monaten vorbereiten. Am 27. Juni 2010 wurde die erste Runde der Präsidentenwahlen durchgeführt. Der Wahlgang verlief friedlich und wurde ersten Berichten zufolge als erste demokratische Wahl seit der Unabhängigkeit des Landes eingestuft. Die Stichwahl zwischen dem ehemaligen Premierminister Cellou Dalein Diallo und dem langjährigen Oppositionsführer Alpha Condé wurde allerdings mehrmals verschoben, zuletzt musste der für den 19. September 2010 geplante Wahlgang aus organisatorischen Gründen abgesagt werden. Nachdem die Wahlkommission Guineas den Wahltermin für den 10. Oktober 2010 festgelegt hatte, konnten die Wähler erst am 7. November 2010 zu den Urnen gehen. Erst eine Woche nach den Wahlen und weiteren Unruhen in der Hauptstadt Conakry gab die Wahlkommission das Ergebnis bekannt. Alpha Condé gewann mit 52,5 % der Stimmen gegen Diallo.
Am 5. September 2021 erklärte der Oberst Mamadi Doumbouya die Regierung für abgelöst und die ihm unterstellten Soldaten nahmen Berichten zufolge den Präsidenten Condé in Gewahrsam.

## Politik

### Politisches System
Nach der Verfassung von 1991 ist Guinea eine Präsidialrepublik. Der Präsident wurde nach einer Verfassungsänderung vom November 2001 für eine Amtszeit von sieben Jahren (vorher fünf Jahre) direkt vom Volk gewählt. Seit 2010 kann er bis zu zehn Jahren amtieren; eine Amtsperiode umfasst wieder fünf Jahre. 2020 wurde in einem Referendum eine Verfassungsänderung angenommen, die Präsident Condé zwei weitere jeweils sechsjährige Amtszeiten ermöglicht.
Das aus einer Kammer bestehende Parlament, die Nationalversammlung, setzt sich aus 114 Abgeordneten zusammen. Wichtigste Parteien sind Rassemblement du Peuple de Guinée (RPG), die Union des forces démocratiques de Guinée (UFDG) und die Union des forces républicaines (UFR).
Nach dem Tod von Präsident Lansana Conté im Dezember 2008 wurde die Verfassung vom Militär ausgesetzt und die Regierung abgelöst. 2010 übernahm Alpha Condé die Präsidentschaft. Die 2018 fällige Wahl wurde mehrfach verschoben und fand erst am 22. März 2020 statt. 2019 hatte Condé eine Verfassungsänderung durchgesetzt, die es ihm erlaubte, zum dritten Mal bei der Präsidentschaftswahl zu kandidieren. Condés Partei RPG gewann 79 der 114 Mandate. Vier Mandate erhielt die Union démocratique de Guinée, je drei das Mouvement populaire démocratique de Guinée und die Nouvelles forces démocratiques. 25 Sitze gingen an kleinere Parteien. Am 5. September 2021 putschte das Militär und Alpha Condé wurde gestürzt. Als neuer Interimspräsident wurde am 1. Oktober 2021 Mamady Doumbouya vereidigt. Neuer Ministerpräsident wurde der ehemalige UNO-Beamte Mohamed Beavoguis. Doumbouya versprach, das Land zu stabilisieren und so bald als möglich Neuwahlen durchzuführen.

### Politische Indizes
| Name des Index                     | Indexwert    | Weltweiter Rang | Interpretationshilfe | Jahr |
| ---------------------------------- | ------------ | --------------- | --- | ---- |
| Fragile States Index               | 96,4 von 120 | 17 von 179      | Stabilität des Landes: Alarm 0 = sehr nachhaltig / 120 = sehr alarmierend Rang: 1 = fragilstes Land / 179 = stabilstes Land | 2024 |
| Demokratieindex                    | 2,04 von 10  | 149 von 167     | Autoritäres Regime 0 = autoritäres Regime / 10 = vollständige Demokratie                                                    | 2024 |
| Freedom in the World Index         | 30 von 100   | —               | Freiheitsstatus: unfrei 0 = unfrei / 100 = frei                                                                             | 2024 |
| Rangliste der Pressefreiheit       | 60 von 100   | 78 von 180      | Erkennbare Probleme für die Pressefreiheit 100 = gute Lage / 0 = sehr ernste Lage                                           | 2024 |
| Korruptionswahrnehmungsindex (CPI) | 28 von 100   | 133 von 181     | 0 = sehr korrupt / 100 = sehr sauber                                                                                        | 2024 |

### Menschenrechte
Guinea ist schon wenige Jahre nach der Staatsgründung 1958 zu einer Militärdiktatur geworden. Die heutige Verfassung bekennt sich formal zur Gewaltenteilung und fixiert allgemeine Bürger- und Grundrechte, welche in der Praxis bisher allerdings kaum oder nur in Ansätzen realisiert sind.
Am 28. September 2009 kam es in Conakry zu einem Blutbad durch die Militärregierung unter dem an der Offizierschule des Heeres in Dresden ausgebildeten Militärdiktator Moussa Dadis Camara. Ungefähr 50.000 Menschen demonstrierten an diesem Tag in einem Stadion der Hauptstadt gegen die Militärführung des Landes. Sicherheitskräfte schossen nach Augenzeugenberichten auf die Menschen. Bei der brutalen Niederschlagung der Demonstration sind nach Angaben von Menschenrechtsgruppen und örtlichen Krankenhäusern mindestens 157 Menschen ums Leben gekommen. Des Weiteren kam es im Laufe des Tages zu Massenvergewaltigungen an mindestens 100 Frauen durch Soldaten.
Am 22. Februar 2010 berichtete die ARD in der Sendung Fakt über von Regierungssoldaten begangene Gräueltaten. Diese Soldaten seien in Deutschland bei der Bundeswehr ausgebildet worden, darunter auch die Hauptverantwortlichen. Nach Angaben von Fakt wurden zum damaligen Zeitpunkt immer noch Offiziere für die Armee von Guinea in Deutschland ausgebildet. Die Ausbildung durch die Bundeswehr für Guinea hatte 1965 begonnen. Laut Bundesverteidigungsministerium kooperierte die Bundeswehr auch noch im Jahre 2017 mit Guinea.

### Außenpolitik
Das Land ist Mitglied der Afrikanischen Union und der Bewegung der Blockfreien Staaten, was die beiden Grundsätze der Außenpolitik, Blockfreiheit und panafrikanische Zusammenarbeit verdeutlichen. 2017 hatte Guinea durch seinen Präsidenten Alpha Condé den Vorsitz der Afrikanischen Union inne. Im Vordergrund stehen für Guinea die Beziehungen zu den Nachbarländern in der westafrikanischen ECOWAS wegen der gemeinsamen Politik zum Beispiel bei Zoll- und Wirtschaftsfragen oder bezüglich der Reise- und Bewegungsfreiheit der Bürger. Während der Bürgerkriege in den benachbarten Staaten Liberia, Sierra Leone und der Elfenbeinküste nahm Guinea über eine Million Flüchtlinge aus diesen Staaten auf, trotz der hohen wirtschaftlichen Kosten und der prekären Situation im eigenen Land. Inzwischen sind die meisten dieser Personen wieder in ihre Heimatländer zurückgekehrt. Um der im regionalen Umfeld weit verbreiteten Instabilität entgegenzuwirken, beteiligt sich das Land an Aktionen zur politischen Stabilisierung der Nachbarstaaten. So stellte Guinea für die Mission der Vereinten Nationen MINUSMA in Mali ein Bataillon Soldaten zur Verfügung, welches bereits mehrfach das Ziel von terroristischen Anschlägen war.
Bei den außerafrikanischen Beziehungen versucht das Land vor allem ausländische Direktinvestitionen anzulocken und die entwicklungspolitische Zusammenarbeit zu vertiefen. Das Land verfügt über bedeutende Rohstoffvorkommen, was ihm trotz seiner Unterentwicklung wirtschaftliche Attraktivität verschafft. Länder, mit denen traditionell eine enge Zusammenarbeit bei der Ausbeutung der Rohstoffe besteht, sind Kanada, Russland und die USA. In den letzten Jahren kam die Volksrepublik China hinzu, die stark in die Infrastruktur des Landes investiert und im Gegenzug Zugang zu den Ressourcen des Landes erhält. Zudem dürften Chinesen inzwischen die größte nicht-afrikanische ausländische Gruppe in Guinea stellen. Wichtigster Partner sind allerdings weiterhin die Staaten der Europäischen Union, die für das Land der wichtigste Handelspartner und der wichtigste Geber von Entwicklungs- und Wirtschaftshilfen sind. Besonders hervorzuheben sind dabei die Beziehungen zu der ehemaligen Kolonialmacht Frankreich, mit der das Land seit der Wiederaufnahme der Beziehungen 1975 eine enge Partnerschaft eingegangen ist. Weitere europäische Länder mit einer eigenen Botschaft in Conakry sind Deutschland, das Vereinigte Königreich, Spanien, Italien und Belgien. Als Land mit mehrheitlich muslimischer Bevölkerung ist es Mitglied in der Organisation für Islamische Zusammenarbeit und hat dementsprechend enge Beziehungen zu den Ländern der islamischen Welt. Besonders weit entwickelt wurden die diplomatischen Kontakte mit Marokko, Saudi-Arabien, den Vereinigten Arabischen Emiraten und der Türkei.

### Militär
Die regulären Streitkräfte Guineas, die Forces armées guinéennes, sind etwa 9700 Mann stark. Dazu kommen 7500 Rekruten eines zweijährigen Wehrdiensts. Trotz des Status als Militärdiktatur sind weder die Größe noch das Budget der Streitkräfte im Vergleich mit anderen Staaten überdurchschnittlich. Guinea gab 2017 knapp 2,3 Prozent seiner Wirtschaftsleistung oder 127 Millionen US-Dollar für seine Streitkräfte aus.
Geschichte
Zwischen 1958 und 1984 wurde ein Großteil der Soldaten für Entwicklungsaufgaben im Lande eingesetzt. Pioniere setzten Straßen instand und bauten Brücken, das Militär betrieb Fabriken, die auch für den zivilen Bedarf produzierten. Neben der Armee bestand eine starke, nur mit Handfeuerwaffen ausgerüstete Miliz. Nach dem Tode Sekou Tourés wurde die Miliz in das Heer integriert.
1960 entsandte Guinea ein Bataillon zur Teilnahme an der ONUC-Mission in den Kongo. Die guineische Armee unterstützte in den 1970er Jahren Befreiungsbewegungen in Afrika (ANC, PAIGC) durch Ausbildung, Logistik und direkte Kampfteilnahme. Im Rahmen der ECOMOG-Mission war Guinea nach Nigeria und Ghana der größte Truppensteller, guineische Stabsoffiziere dienten dort in hohen Führungsverwendungen.
Seit 2000 erhält Guinea US-Militärhilfe, vor allem bei Ausbildung und Modernisierung der Streitkräfte. Die Europäische Union verhängte 2009 infolge eines Massakers an Oppositionellen ein Waffenembargo gegen Guinea.
Landstreitkräfte
Guinea ist in vier Militärregionen unterteilt – die 1. mit Stab in Kindia; die 2. mit Stab in Labé; die 3. mit Stab in Kankan; die 4. mit Stab in Nzérékoré sowie die Sonderzone Conakry mit Stab in der Alpha-Yaya-Kaserne. Das Heer Guineas ist in acht selbständigen Infanteriebataillonen im Land verteilt, in Conakry sind ein Panzerbataillon, der Stab eines Pionierbataillons und eine Artillerie-Abteilung mit Fla-Batterie stationiert, ebenso wie das Stabs- und Sicherstellungsbataillon. Vier Infanteriebataillone verfügen über eine zusätzliche Kommando-Ausbildung, die restlichen sind Infanteriebataillone. Die vier Kompanien des Pionier-Bataillons sind den Militärzonen zugeordnet. Das Heer verfügt über Panzer der sowjetischen Typen T-34, T-54 und PT-76, SPz BMP-1, Geschosswerfer BM-27 und Fla-Raketenkomplexe 9K35 Strela-10.
Luftstreitkräfte und Marine
Die 800 Mann starken Luftstreitkräfte des Landes verfügen über drei MiG 21-Jagdflugzeuge, drei Mil Mi-24-Kampfhubschrauber, zwei Mil Mi-17-Mehrzweckhubschrauber und über drei SA 330 Puma-Transporthubschrauber.
Die 400 Mann starke Marine (Armée de Mer) verfügt über Patrouillenboote, Torpedoschnellboote und Landungsschiffe.

## Verwaltungsgliederung
Guinea ist in 8 Regionen und diese in 33 Präfekturen gegliedert, die Hauptstadt Conakry bildet dabei eine eigene Region ohne weitere Untergliederung. Unterhalb der Präfekturebene gliedert sich Guinea weiter in 341 Unterpräfekturen.
| Region    | Hauptstadt                   | Einwohner 2014 | Zugehörige Präfekturen                            |
| --------- | ---------------------------- | -------------- | ------------------------------------------------- |
| Boké      | Boké                         | 1.083.147      | Boffa, Boké, Fria, Gaoual, Koundara               |
| Conakry   | Conakry (Hauptstadtdistrikt) | 1.660.973      | —                                                 |
| Faranah   | Faranah                      | 941.554        | Dabola, Dinguiraye, Faranah, Kissidougou          |
| Kankan    | Kankan                       | 1.972.537      | Kankan, Kérouané, Kouroussa, Mandiana, Siguiri    |
| Kindia    | Kindia                       | 1.561.374      | Coyah, Dubréka, Forécariah, Kindia, Télimélé      |
| Labé      | Labé                         | 994.458        | Koubia, Labé, Lélouma, Mali, Tougué               |
| Mamou     | Mamou                        | 731.188        | Dalaba, Mamou, Pita                               |
| Nzérékoré | Nzérékoré                    | 1.578.030      | Beyla, Guéckédou, Lola, Macenta, Nzérékoré, Yomou |

Guinea gliedert sich zudem inoffiziell in vier geographisch definierte, so genannte Supraregionen, 30 Regionen und den Hauptstadtdistrikt. Hierbei besteht eine Unterteilung in die Regionen Niederguinea, Oberguinea, Fouta Djallon (Mittelguinea) und Waldguinea.

## Wirtschaft

### Allgemeines

Entwicklung des realen Bruttoinlandsprodukts pro Kopf

Die Wirtschaft Guineas ist noch heute durch die Misswirtschaft von Touré, die bis in die 1980er andauerte, geschädigt. Sie führte zum völligen Erliegen der Infrastruktur, außerdem waren die meisten Betriebe in Staatsbesitz. 1984 wurde damit begonnen, ein marktorientiertes Wechselkurssystem zu errichten und sämtliche Staatsbetriebe entweder zu privatisieren oder aufzulösen. Seit 2010 wird verstärkt in die Infrastruktur investiert. Als Währung löste der Franc Guinéen den von 1971 bis 1986 gültigen Syli ab. Der Ausbruch der Ebolafieber-Epidemie 2014 schadete jedoch der Wirtschaft des Landes erheblich. Dennoch wuchs die Wirtschaft 2015 um 0,4 %. Guinea nimmt allerdings auf dem Global Innovation Index, der 2016 die Innovationsfähigkeit von insgesamt 128 Staaten bewertet hat, den vorletzten Platz ein. Im Index für wirtschaftliche Freiheit belegt das Land 2017 Platz 169 von 180 Ländern.
Die wichtigsten Handelspartner Guineas sind die Volksrepublik China, die Europäische Union, die USA und Russland.
Das Bruttoinlandsprodukt (BIP) für 2017 wird auf 9,7 Milliarden US-Dollar geschätzt. In Kaufkraftparität beträgt das BIP 26,5 Milliarden US-Dollar oder 2040 US-Dollar je Einwohner. Das reale Wachstum betrug 9,7 %. Im gleichen Zeitraum betrug die Inflation rund 9 %.
Die Arbeitslosenquote wird 2017 mit nur 2,8 % angegeben, allerdings sind nahezu alle Beschäftigungsverhältnisse informeller Natur und Unterbeschäftigung ist weit verbreitet. 2006 arbeiteten 76 % aller Arbeitskräfte in der Landwirtschaft. Die Gesamtzahl der Beschäftigten wird für 2017 auf 5,6 Millionen geschätzt, davon 49,1 % Frauen, was einem der höchsten Anteile in der islamischen Welt entspricht.
Im Global Competitiveness Index, der die Wettbewerbsfähigkeit eines Landes misst, belegt Guinea Platz 119 von 137 Ländern (Stand 2017–2018). Im Ease of Doing Business Index 2018 der Weltbank belegt das Land Platz 153 von 190 Ländern.
| Jahr                                    | 2010   | 2015  | 2016   | 2017   | 2018  | 2019  | 2020   | 2021   | 2022   | 2023  |
| --------------------------------------- | ------ | ----- | ------ | ------ | ----- | ----- | ------ | ------ | ------ | ----- |
| BIP in Mrd. USD (Kaufkraftparität)      | 19,5   | 26,5  | 29,6   | 33,3   | 36,1  | 40,5  | 44,6   | 51,3   | 57,1   | 62,5  |
| BIP pro Kopf in USD (Kaufkraftparität)  | 1.792  | 2.146 | 2.343  | 2.566  | 2.718 | 2.971 | 3.190  | 3.581  | 3.891  | 4.157 |
| BIP-Wachstum (real)                     | 4,2 %  | 3,8 % | 10,8 % | 10,3 % | 6,4 % | 5,6 % | 4,7 %  | 5,6 %  | 4,0 %  | 5,7 % |
| Inflation (in Prozent)                  | 15,5 % | 8,2 % | 8,2 %  | 8,9 %  | 9,8 % | 9,5 % | 10,6 % | 12,6 % | 10,5 % | 7,8 % |
| Staatsverschuldung (in Prozent des BIP) | 71 %   | 44 %  | 43 %   | 42 %   | 39 %  | 39 %  | 48 %   | 43 %   | 40 %   | 41 %  |

### Staatshaushalt
Der Staatshaushalt umfasste 2017 Ausgaben von umgerechnet 1,748 Milliarden US-Dollar, dem standen Einnahmen von umgerechnet 1,7 Milliarden US-Dollar gegenüber. Daraus ergibt sich ein Haushaltsdefizit in Höhe von 0,5 % des BIP. Die Staatsverschuldung betrug 2023 knapp 38 % des BIP.
Anteil der Staatsausgaben (in % des BIP) folgender Bereiche:
- Bildung: 2,3 % (2018)
- Gesundheit: 4,1 % (2017)
- Militär: 2,0 % (2019)

## Verkehrswesen
Im Logistics Performance Index, der von der Weltbank erstellt wird, belegte Guinea Platz 145 von 160 Ländern. Das Land belegt damit im internationalen Vergleich einen der hintersten Plätze.
95 % des Personen- und Warentransports findet auf der Straße statt. Andere Verkehrsträger spielen nur eine untergeordnete Rolle. Der Straßenverkehr im Land gilt als äußerst unsicher. 2013 kamen in Guinea insgesamt 27,3 Verkehrstote auf 100.000 Einwohner. Zum Vergleich: In Deutschland waren es im selben Jahr 4,3 Tote. Wenn man die relativ niedrige Anzahl an motorisierten Fahrzeugen im Land bedenkt, gehört die Rate der Verkehrstoten zu den höchsten der Welt.

### Straßennetz

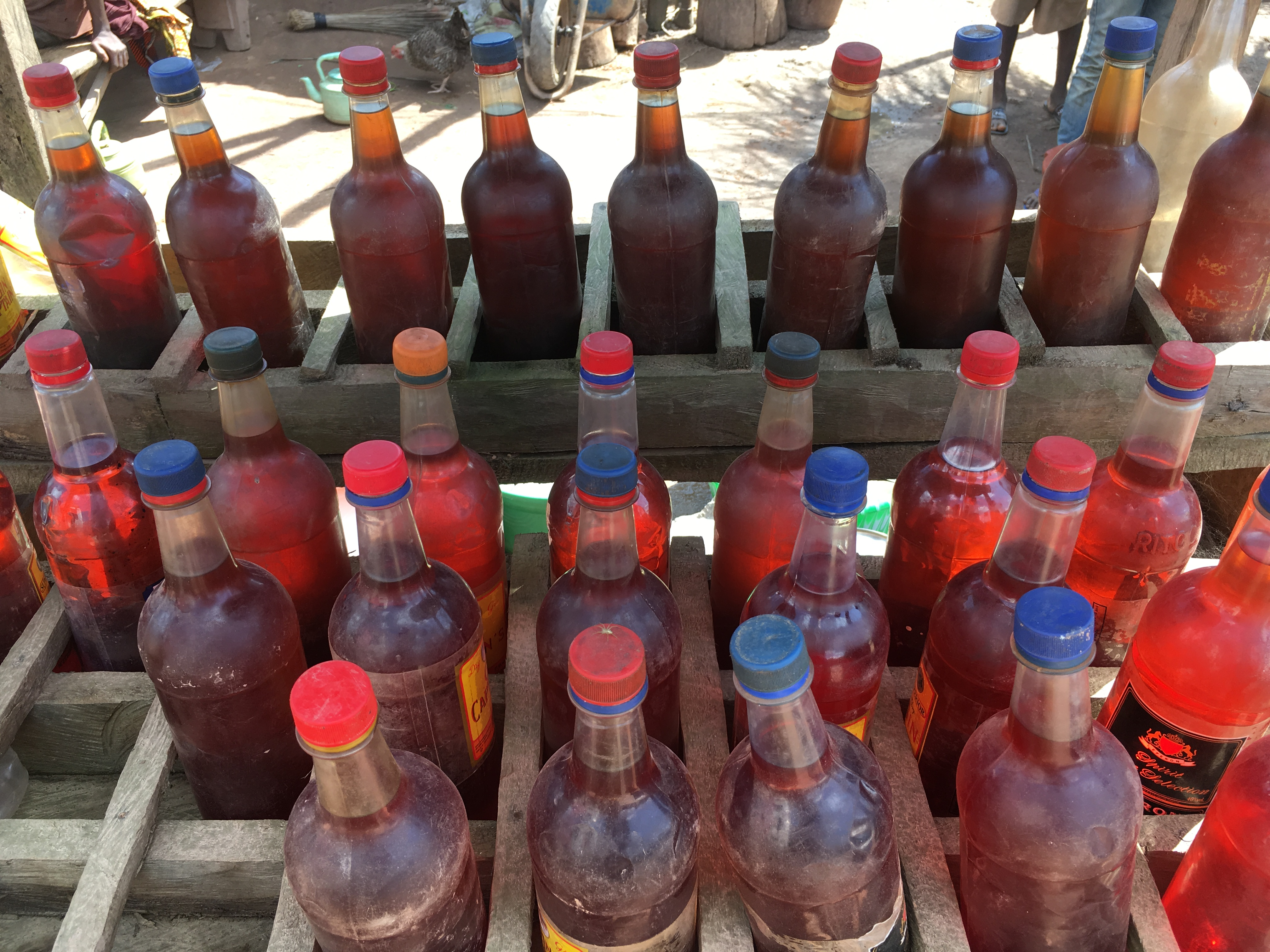
Üblicher Benzinverkauf in Glas- und Plastikflaschen

Das Wegenetz in Guinea umfasste 2003 ungefähr 44.350 Kilometer, wovon etwa zehn Prozent asphaltiert waren. Eine staatliche Quelle aus dem Jahr 2001 gibt eine Gesamtlänge der Straßen mit rund 35.000 Kilometern an, davon sollen knapp 10.000 Kilometer asphaltiert sein. Vielerorts hört der Asphalt abrupt auf, und viele Straßen weisen zusätzlich Löcher, Risse und Auswaschungen auf, weil sie zu wenig stabil gebaut wurden oder ungenügend unterhalten werden. Zudem sind nicht alle Siedlungen mit Motorfahrzeugen erreichbar. Während der Regenzeit, die etwa von Mai bis Oktober dauert, sind nicht alle Straßen und Brücken passierbar. Tankstellen gibt es nur in Städten, vor Ort wird Benzin üblicherweise in einlitrigen Glasflaschen angeboten.

### Eisenbahn
Zu Beginn des 20. Jahrhunderts wurden von den Franzosen mehrere Bahnlinien zur Erschließung des Landes geplant und gebaut. Hauptstück war die so genannte Niger-Bahn, die auf einer mehr als 600 Kilometer langen Strecke Conakry mit Kankan verband. Von dort bestand eine Schiffsverbindung nach Bamako. Heute ist der Bahnverkehr fast vollständig eingestellt und nicht mehr befahrbar. Die Linie wird nur noch für Treibstofftransporte bis Mamou verwendet.
Mit dem Bau der Trans-Guinea-Bahn soll der Transport von Eisenerz der 2002 entdeckten mutmaßlich weltgrößten Lagerstätten am Simandou-Hügel bei Moribadou in Waldguinea, im Süden des Landes, zu einem (ebenfalls noch zu bauenden) Überseehafen ermöglicht werden. Schätzungsweise 2,4 Milliarden Tonnen des hochreinen Eisenerzes sollen in dem Gebiet abbaubar sein. Im Dezember 2023 gab die Firma Rio Tinto bekannt, ca. 6,2 Milliarden Dollar in den Ausbau der Mine, der Eisenbahn und Hafeninfrastruktur zu investieren. Die Bauarbeiten sollen bis Ende 2024 abgeschlossen sein; die Förderung 2025 beginnen.
Der Bau der mehr als 650 Kilometer langen Strecke sollte im Jahr 2007 beginnen. Es wurde eine Bauzeit von sechs bis sieben Jahren veranschlagt. Die Kosten wurden auf bis zu 17 Milliarden US-Dollar geschätzt. Der Bahnbau wurde vor allem durch den Preisverfall beim Eisen, die Ebolaepidemie und den Weiterverkauf der Schürfrechte der britischen Bergbaugesellschaft Rio Tinto Group 2016 verhindert.
2019 wurde der Bau einer 125 Kilometer langen Strecke zur Abfuhr von Bauxit beschlossen. Die Bahnlinie, die mehrere Bauxitminen mit dem Flusshafen Dapilon verbindet und die die Regionen Boké und Boffa durchquert, wurde im Juni 2021 eröffnet. Sie wird vom SMB-Winning Consortium betrieben, das aus vier Gesellschaften aus Guinea, Singapur und China besteht.

### Schifffahrt
Der Seehafen von Conakry besitzt einen Containerumschlagplatz, mit einer Gesamtspeicherkapazität von etwa 8.000 TEU, eine Anlegestelle für Erdöltanker und eine Verladestelle für die mineralischen Rohstoffe. In Kamsar gibt es einen weiteren Hafen für die Verschiffung von Bauxit.
Warenaustausch auf dem Wasserweg ist mit dem Nachbarland Mali nur etwa vier Monate lang pro Jahr möglich, die Boote fahren auf dem Niger ab Kouroussa und auf dem Milo ab Kankan. Exportiert werden auf diese Weise jährlich rund 500 t (Getreide, Nüsse, Palmöl, Orangen, Erbsen). Die Importe aus Mali betragen etwa 1000 t jährlich (Datteln, Mais, Hirse, frische Zwiebeln, Erdnüsse, geräucherter Fisch, handwerkliche Produkte).

### Luftverkehr
Guinea besitzt 15 Flugplätze, vier weitere werden von den Bergbaugesellschaften betrieben.
Die größte Bedeutung hat der internationale Flughafen Conakry, von den anderen Flugplätzen gehen nur Inlandsflüge aus. In den Jahren 1994 bis 1998 wurden im Flughafen Conakry im Jahresdurchschnitt jeweils 250.000 Flugpassagiere gezählt. Die benachbarten Flughäfen Dakar und Abidjan hatten jeweils ein vierfach größeres Passagieraufkommen. Die Luftfracht betrug im gleichen Zeitraum in Conakry durchschnittlich 4.700 Tonnen pro Jahr. Im Inlandsflugverkehr sank die Zahl der Passagiere im Jahr 1998 auf 12.500 Passagiere (nach einem Durchschnitt von 25.000 Passagieren in den Vorjahren). Inzwischen ist der regelmäßige Inlandsverkehr, nachdem keine nationale Fluggesellschaft mehr existiert, komplett eingestellt.

## Kultur

### Musik
Unter der Regierung von Sekou Touré wurde vor allem die traditionelle Musik gefördert und ist auch heute noch sehr populär. Die bekanntesten Tanzgruppen sind das Ballet Africain und das Ballet Djoliba, die beide auch in Europa auftreten. Nur weibliche Mitglieder (Musikerinnen und Tänzerinnen) hat die Gruppe Les Amazones de Guinée. Internationale Bekanntheit erreichte unter anderem auch der guineische Griot-Musiker Mory Kanté.

### Nationalflagge
Die Nationalfarben Guineas wurden nach dem Vorbild Frankreich als Trikolore angeordnet: Rot symbolisiert die Opfer, die das Volk in seinem Kampf für die Freiheit gebracht hat, Gelb stellt die Sonne und die Bodenschätze dar, Grün erinnert an die üppige Vegetation des Landes.

### Medien
Wegen des hohen Anteils an Analphabeten spielt der Rundfunk, vor allem der Hörfunk, in Guinea eine wichtige Rolle bei der Information der Bevölkerung. Neben dem staatlichen Rundfunk Radio Télévision Guinéenne (RTG) gibt es auch private Anbieter sowie die Auslandsdienste der internationalen Sender.
Neben der staatlichen Tageszeitung Horoya („Freiheit“) gibt es mehrere privat betriebene Wochenblätter und eine größere Zahl an Online-Magazinen.
Die digitale Infrastruktur befindet sich im Aufbau. Ein Zugang zum Internet ist vor allem in den Städten und in deren näherem Umkreis gegeben. Das Festnetz wird von der Société des Télécommunications de Guinée (SOTELGUI) betrieben, während das mobile Netz und der Internetzugang von mehreren Providern angeboten wird. Im Jahr 2020 nutzten 26 Prozent der Einwohner Guineas das Internet.

### Feiertage
- Staatliche Feiertage:
  - Neujahr: 1. Januar
  - Nationalfeiertag, Tag der 2. Republik: 3. April
  - Tag der Arbeit: 1. Mai
  - Tag der Befreiung des afrikanischen Kontinents: 25. Mai
  - Nationalfeiertag, Tag der Unabhängigkeit: 2. Oktober

- Christliche Feiertage:
  - Ostermontag
  - Mariä Himmelfahrt: 15. August
  - Weihnachten: 25. Dezember

- Islamische Feiertage:
  - Laila Toul Kadr
  - Tabaski: Fest des Schafopfers
  - Id al-fitr: Fest des Fastenbrechens zum Abschluss des Ramadan
  - Mawlid an-Nabi: Geburt des Propheten Mohammed

### Sport
Fußball ist der beliebteste Sport in Guinea. Viele junge Nachwuchstalente trainieren hart und hoffen darauf, entdeckt und gefördert zu werden, um in einem europäischen Club spielen zu können und so der Armut Guineas entfliehen zu können. Trotz fehlender internationaler Erfolge erfreut sich die Nationalmannschaft Guineas, „Le Sylli National“ genannt, großer Beliebtheit. Die bekanntesten Spieler sind Kaba Diawara (früher bei Girondins Bordeaux und Olympique Marseille aktiv), Pascal Feindouno (AS Saint-Étienne), Pablo Thiam (ehem. FC Bayern München, VfB Stuttgart, VfL Wolfsburg, 1. FC Köln), Ibrahima Yattara, Daouda Jabi von Trabzonspor und Naby Keita vom SV Werder Bremen sowie Titi Camara, früherer Publikumsliebling und Spieler beim Champions-League-Sieger FC Liverpool. Paul Labile Pogba (* 15. März 1993 in Lagny-sur-Marne) ist guineischer Abstammung und Fußballspieler der Nationalmannschaft Frankreichs.
Special Olympics Guinea wurde 2018 gegründet und nahm bereits an Special Olympics Weltspielen teil.